# 初風緑
初風 緑（はつかぜ みどり、1967年11月8日 - ）は元宝塚歌劇団専科の男役スター、女優。東京都出身。
芸名は叔母（宝塚歌劇団卒業生・美濃ゆたか）の友人にあたる元月組主演娘役初風諄に由来する。愛称はガイチ（本姓の短縮から）。
所属事務所は、ACT JPエンターテイメント（業務提携、元梅田芸術劇場所属）。

## 略歴
幼少のころ、一時期バレエを習っていたことがある。
宝塚歌劇との出会いは1985年。「波瀾爆笑!?我が人生」の取材に対し、「友人に誘われて同じ高校の卒業生・真琴つばさの初舞台作品『愛あれば命は永遠に』を観劇したことがきっかけだった」と告白している。
1988年、宝塚歌劇団入団。『キス・ミー・ケイト』で初舞台。74期生。同期に和央ようか・麻乃佳世・森奈みはる・白城あやか・渚あきらがいた。同年、花組に配属。当時の花組は真琴をはじめ後に宝塚歌劇団各組でトップとなる男役が数多く在籍していた。その中で新人時代を過ごしたことが初風の成長に大きな影響を与えたとする評価がある。
1994年、『ブラック・ジャック 危険な賭け』の新人公演で初主演を果たす。
1997年、『失われた楽園／サザンクロス・レビュー』の公演中に舞台装置の故障による事故で重傷を負い、休演を余儀なくされる。次の公演で復帰し、バウホール公演『君に恋してラビリンス』ではバウホール公演初主演を果たす。
同年、月組に組替え。3番手を務める。
2000年、新専科制度発足に伴い専科へ異動。2001年より専科生として各組に特別出演する。
2002年、リサイタル形式の公演『愛・舞・魅 （あい・マイ・Me）』にて主演。2003年には、TAKARAZUKA SKY STAGE開局1周年記念コンサート『Carmine -カーマイン-』に主演する。
2005年、宙組公演『炎にくちづけを／ネオ・ヴォヤージュ』の東京公演千秋楽で退団。同公演のパレードではエトワールを勤めた。
2006年3月から女優として活動を開始。同年11月には、宝塚歌劇団を目指す少女やミュージカル女優志望者のためのスタジオを開校。講師として指導にあたっている。
2007年2月、CS放送宝塚専門チャンネルTAKARAZUKA SKY STAGEでストレッチのトレーニング番組『NobiNobiストレッチ』が放送開始。インストラクターとして出演している。『出逢いGA1番』等のレギュラーコーナーも担当していた。
2016年、ACT JPエンターテイメントと業務提携開始。

## 宝塚歌劇団時代の主な舞台

### 花組時代
- 1990年9月、『秋…冬への前奏曲』新人公演：セレシュ／『ザ・ショーケース』
- 1991年6月、『ヴェネチアの紋章』新人公演：ジョヴァンニ（本役：愛華みれ）／『ジャンクション24』
- 1992年2月、『白扇花集』／『スパルタカス』新人公演：ジュリアス・シーザー（本役：愛華みれ）
- 1992年4月、『けれど夢の中で めざめたときに』（バウ）ティアマト
- 1992年8月、『心の旅路』新人公演：ジョージ（本役：真琴つばさ）／『ファンシー・タッチ』
- 1993年2月、『メランコリック・ジゴロ』バード、新人公演：バロット（本役：真琴つばさ）／『ラ・ノーバ』
- 1993年4月、『ル・グラン・モーヌ -失われし日々-』（バウ）ドロシュ
- 1993年8月、『ベイ・シティ・ブルース』新人公演：ホールデン（本役：愛華みれ）／『イッツ・ア・ラブストーリー』
- 1994年3月、『ブラック・ジャック 危険な賭け』新人公演：ブラック・ジャック（本役：安寿ミラ）／『火の鳥』 ＊新人公演初主演
- 1994年5月、『たけくらべ』（東京特別）正太郎
- 1994年9月、『冬の嵐、ペテルブルグに死す』新人公演：ヘルマン・マイヤー（本役：安寿ミラ）／『ハイパー・ステージ!』 ＊新人公演主演
- 1995年1月、『哀しみのコルドバ』バシリオ、新人公演（東宝）：エリオ・サルバドール（本役：安寿ミラ）[5]／『メガ・ヴィジョン -はてしなき幻想-』 ＊新人公演主演
- 1995年9月、『紅はこべ』ヘイスティングス／『メガ・ヴィジョン -はてしなき幻想-』（全国ツアー）
- 1996年1月、『花は花なり』／『ハイペリオン』タナトス 他
- 1996年3月、『HURRICANE』（バウ・東京特別・名古屋特別）ディディ
- 1996年6月、『ハウ・トゥー・サクシード -努力しないで出世する方法-』オヴィトン
- 1996年9月、『エデンの東』ジョー／『ダンディズム!』（全国ツアー）
- 1996年12月、『RYOMA -硬派・坂本竜馬!Ⅱ-』（シアタードラマシティ）武市半平太
- 1997年2月、『失われた楽園 -ハリウッド・バビロン-』ディヴィッド・ムーア／『サザンクロス・レビュー』
- 1997年4月、『君に恋してラビリンス!』（バウ）ルディ ＊バウホール初主演
- 1997年8月、『ザッツ・レビュー』（大劇場公演のみ）伝六

### 月組時代
- 1997年11月、『EL DORADO』（東宝公演のみ）ガルシア
- 1997年12月、『Alas -魂を翼にのせて-』（シアタードラマシティ）占師・旅行者 他
- 1998年2月、『WEST SIDE STORY』リフ
- 1998年7月、『永遠物語』（バウ・東京特別）敏雄
- 1998年9月、『黒い瞳』シヴァーブリン少尉／『ル・ボレロ・ルージュ』
- 1999年3月、『から騒ぎ』（バウ）ロッキー・ハート ＊バウホール主演
- 1999年5月、『螺旋のオルフェ』ロジェ／『ノバ・ボサ・ノバ』マール
- 1999年10月、『夢幻花絵巻』／『ブラボー!タカラヅカ』（北京・上海）
- 1999年12月、『プロヴァンスの碧い空』（シアタードラマシティ・東京特別）フィリップ・ペジャール
- 2000年2月、『LUNA-月の伝言-』ハリー／『BLUE・MOON・BLUE -月明かりの赤い花-』

### 専科時代
- 2000年8月、『LUNA-月の伝言-』ブライアン／『BLUE・MOON・BLUE -月明かりの赤い花-』（月組／博多座）
- 2000年9月、『ゼンダの城の虜』フリッツ／『ジャズマニア』（月組）
- 2001年1月、『花の業平 -忍ぶの乱れ-』安倍清行／『夢は世界を翔けめぐる -THE WORLD HEROTAGE 2001-』（星組）
- 2001年3月、『プロヴァンスの碧い空』（月組：東京特別）
- 2001年8月、『大海賊』／『ジャズマニア』（月組：東宝） ＊『ジャズマニア』のみ出演
- 2001年11月、『花の業平 -忍ぶの乱れ-』安倍清行／『サザンクロス・レビューⅡ』（星組：東宝・中日）
- 2002年4月、『愛・舞・魅　（あい・マイ・Me）』（アートスフィア・バウ） ＊主演
- 2002年9月、『蝶・恋（ディエ・リエン）』／『サザンクロス・レビュー・イン・チャイナ』（北京・上海・広州）
- 2002年11月、『ガラスの風景』クレマン／『バビロン -浮遊する摩天楼-』（星組）
- 2003年7月、『二人のライザ TWINS』ライザ・ミネリ ＊外部出演
- 2003年10月、『白昼の稲妻』オーギュスト／『テンプテーション! -誘惑-』（宙組）
- 2003年11月、初風緑コンサート『Carmine -カーマイン-』（宙組：神戸特別・東京特別） ＊主演
- 2004年4月、『スサノオ -創国の魁-』アマテラスオオミカミ／『タカラヅカ・グローリー!』（雪組）
- 2004年10月、『風と共に去りぬ』（宙組：全国ツアー）アシュレ・ウィルクス
- 2005年2月、『エリザベート -愛と死の輪舞-』（月組）フランツ・ヨーゼフ
- 2005年8月、『炎にくちづけを』ルーナ伯爵／『ネオ・ボヤージュ』（宙組） ＊退団公演

## 宝塚歌劇団退団後の主な活動

### 舞台
- 2006年
  - 『星野哲郎物語・妻への詫び状』とくちゃん
  - 『ボーイズ・レビュー2006 HOLD ON』シェリー
  - 『スィート・チャリティー』ヘレン
  - 『源氏物語・うき身を醒めぬゆめになしても』光源氏
  - ウィーン・ミュージカル 『エリザベート』来日記念コンサート特別ゲスト（大阪公演のみ）
- 2007年
  - 『CLUB SEVEN SP』
  - 『CLUB SEVEN SELECTION』
  - 『いろはにそらしど -星野哲郎アンソロジー-』
- 2008年
  - 『DRACULA-ドラキュラ伝説-』ナディア
  - 『SHOW TUNE』
- 2009年
  - 『耳かきお蝶』辰巳芸者・金太郎
- 2010年
  - 『罠』 看護師ベルトン[6]
  - 『朗読劇・夏の夜の夢語り』
- 2011年
  - TAKARAZUKA WAY TO 100th ANNIVERSARY Vol.2 宝塚OGレビューツアー『DREAM FOREVER』
- 2012年
  - The Show『EXTENSION! Ⅱ』
  - TAKARAZUKA WAY TO 100th ANNIVERSARY vol.4『エリザベート スペシャル ガラ・コンサート』フランツ・ヨーゼフ
  - 『Legendary Ⅱ』 -The Show of Dream-
- 2013年
  - TAKARAZUKA WAY TO 100th ANNIVERSARY Vol.5『DREAM LADIES』
  - 『Legendary Ⅳ』 -The Show of Dream-
  - ミュージカル『美少女戦士セーラームーン』クイン・ベリル
- 2014年
  - OFF BROADWAY MUSICAL『THE CLUB』バーティー
- 2015年
  - ミュージカル『ブレイン・ストーム』精神科医・香山さゆり
  - ミュージカル『出演者募集！～Along with your dream～』
- 2016年
  - 1月『薔薇とシンフォニー』
  - 6月『CHUJI』
  - 12月『エリザベート TAKARAZUKA20周年 スペシャル・ガラ・コンサート』 大阪公演 フランツ・ヨーゼフ
- 2017年
  - 1月『エリザベート TAKARAZUKA20周年 スペシャル・ガラ・コンサート』 東京公演 フランツ・ヨーゼフ
  - 7月～8月　ロベール・トマ作　『罠』[7]
- 2018年
  - 4月、ミュージカル座『Woman～源氏物語より～』 光源氏 [8]
- 2021年
  - 4月～5月、『エリザベート TAKARAZUKA25周年 スペシャル・ガラ・コンサート』 フランツ・ヨーゼフ [9]
- 2022年
  - 12月『年忘れ爆笑するほどでもない不条理劇朗読会』 [10]
- 2024年
  - 12月『かげきしょうじょ!! 第2章』大木芳子[11]
- 2025年
  - 11月『かげきしょうじょ!! 第3章 The Final』大木芳子[12]

### ライブ・ショー
- 2005年
  - 『SOL Y SOMBRA』—光と影—  ＊9月に宝塚ホテルで行われたディナーショーを東京で再演
- 2007年
  - 『宝塚ファミリーショウ』 HAPPY JAZZ-スタンダード・ナンバーの夕べ-
- 2008年
  - 初風緑クリスマストーク＆ライブショー『STAY GOLD』-黄金色のままで-
- 2009年
  - 初風緑クリスマストーク＆ライブショー『STAY GOLD』-黄金色のままで-
- 2010年
  - 初風緑クリスマストーク＆ライブショー『STAY GOLD』-黄金色のままで-
- 2013年
  - トーク・ライブ『VIVA TAKARAZUKA』
  - 小林一三翁生誕140周年記念公演『I Love Review』～すみれ色のシンフォニー～
  - VIVA キラキラ X'mas『Song & Dance LIVE』
- 2014年
  - 『ぶんちゃん＆ガイチの予科・本科 ぶっちゃけトーク＆ライブ』
  - 韮崎市制施行60周年記念及び宝塚歌劇団創立100周年記念レビューショー『未来へ』
- 2015年
  - 第43回 自由が丘女神まつり　メインステージ「初風 緑レビューショー」
  - 初風緑レビューショー『アフタートークショー』
  - 宝塚歌劇団退団10th Anniversary Dinner Show『GRAZIEST（グラッチェスト）』
  - 『薔薇とシンフォニー』～Christmas an Evening～
  - 『WINTER LIVE In Silvia』
- 2016年
  - 3月『Live in HAYASE』
  - 4月2日 大鳥れいソロＬＩＶＥ『ACT. 1』 ＊サプライズゲスト
  - 5月『VIVA TAKARAZUKA 2016』
  - 9月17日 えまおゆう『Birthday Party！！！ ～ For the 50th ～』 ＊ゲスト出演
  - 9月21日・23日 『麗人 REIJIN Season2 "Festa"』 ＊ゲスト出演
  - 第44回 自由が丘女神まつりメインステージ「初風 緑 スパークリングショー」開催
- 2017年
  - 1月23日『笠松はるバースデーライブイベント2017』ゲスト出演
  - 第45回 自由が丘女神まつり メインステージ 「初風 緑グランドレビューショー」
- 2018年
  - 6月『夢の宝塚サロン』
  - 第46回 自由が丘女神まつり メインステージ レビューショー「EL-AMOR」
- 2019年
  - 『宝塚・我が心の故郷 ～ベルバラから45年…あのオスカルや出演者が調布に唄う～』
  - レジェンドたちのシャンソン『名曲の泉　こころの歌 ～越路吹雪の名曲から宝塚の佳曲まで～』
  - 第47回 自由が丘女神まつり　メインステージ レビューショー「Purpure Rose」
- 2020年
  - 1月イイノホール『CARNAVAL DE AMOR』
- 2021年
  - 11月初風緑プロデュースコンサート『Sparkling Now!』
- 2022年
  - 10月、初風緑エンターテインメントショー『YARIS』（第48回 自由が丘女神まつり 駅前特設ステージ）[13]
  - 11月、スタイリッシュ・エンターテインメントショー『CHARME＊LIEN』岐阜・恵那公演　特別ゲスト
  - 11月、『第二回LA MUSIQUE DE PARIS　巴里の音楽　1930’〜1970’』
- 2023年
  - 1月、懐かしい宝塚スターの歌とトークを楽しむ「夢の宝塚サロン」
  - 1月、『Tokyo modern times vol.4』（イイノホール）
  - 5月、『EVERGREEN HIT SONGS IN SHOWA ERA 2023』（イイノホール）
  - 9月、宝塚OGによるミュージック・エンターテインメント『OTO♪TERRACE』（恵那文化センター）[14]
  - 10月、初風緑エンターテインメントショー『Esperance』（第49回 自由が丘女神まつり 駅前特設ステージ）[15]

- 2024年
  - 9月、『La ENA Bouquet』（恵那文化センター）[16]
  - 10月、初風緑エンターテインメントショー『BORN TO LOVE YOU』（第50回 自由が丘女神まつり 駅前特設ステージ）[17]

### テレビ
- 第58回NHK紅白歌合戦（NHK）、2007年12月31日（布施明・君は薔薇より美しい） - バックダンサー（伊央里直加・貴城けい・初風緑・風花舞・星奈優里・蘭香レア）
- 「第40回 思い出のメロディー」（NHK、2008年8月30日）（松坂慶子・愛の水中花）- バックダンサー（初風緑・風花舞・星奈優里・楓沙樹／マリアートダンサーズ 秋山千夏・清水敦子）
- CS放送宝塚専門チャンネルTAKARAZUKA SKY STAGE『初風緑のNOBI NOBIストレッチ』『NOBINOBIステップ』『NOBINOBIダンシング』

### その他の活動
- 2014年 生命のコンサート 音楽劇『赤毛のアン』 ＊演出助手・振付
- 2015年 ミュージカル『ブレイン・ストーム』 ＊振付
- 2016年聖心女子大学史学科 ＊講師
- 2016年実践女子学園中学校高等学校 ＊講師
- 2016年東京・自由が丘亀屋万年堂「ナボナ大使」
- 2020年 岐阜県恵那市 恵那観光大使(出身高校の校祖の故郷のよしみから委嘱されている)
- 2022年 スタイリッシュ・エンターテインメントショー『CHARME＊LIEN』スーパーバイザー
- ストレッチ・リズム・バレエレッスンスタジオ『G1Studio』 ＊主宰